# Raj tuż za rogiem
Raj tuż za rogiem (hiszp. El Paraiso en la otra esquina) – powieść współczesnego peruwiańskiego pisarza Mario Vargasa Llosy. Została wydana w roku 2003. W Polsce pierwsze wydanie ukazało się w tym samym roku w przekładzie Danuty Rycerz, nakładem poznańskiego wydawnictwa Rebis, w serii Mistrzowie Literatury. Powieść dedykowana jest: Carmen Balcells, przyjaciółce mego życia.
Powieść tworzą opowiadane równolegle historie dwóch historycznych postaci: działaczki społecznej Flory Tristan i jej wnuka, znanego malarza Paula Gauguina. Ona walczy o prawa kobiet i robotników w XIX wieku we Francji, on w poszukiwaniu inspiracji malarskich i świata nieskażonego konwenansami zamieszkuje na wyspie Tahiti.